# 50 Camelopardalis
50 Camelopardalis är en vit jätte i stjärnbilden Lodjuret. Trots sin Flamsteed-beteckning tillhör den inte Giraffens stjärnbild. Den ligger på gränsen mellan stjärnbilderna och fick byta tillhörighet vid översynen av gränser mellan stjärnbilderna år 1930 och benämns efter bytet av stjärnbild ofta med sin HD-beteckning HD 61931.
50 Cam har visuell magnitud +5,27 och är synlig för blotta ögat vid någorlunda god seeing. Den befinner sig på ett avstånd av ungefär 740 ljusår.